# Referèndum eslovac de 1998
Els dies 25 i 26 de setembre de 1998 es va celebrar a Eslovàquia un referèndum per a prohibir la privatització d'empreses estatals d'importància estratègica. Encara que va ser aprovat pel 84,3% dels votants, la participació va ser només del 44,1% i el referèndum va ser declarat invàlid per falta de participació, ja que es requeria almenys el 50%.